# Comuna de Brzeg Dolny
Brzeg Dolny (polaco: Gmina Brzeg Dolny) é uma gminy (comuna) na Polónia, na voivodia de Baixa Silésia e no condado de Wołowski. A sede do condado é a cidade de Brzeg Dolny.
De acordo com os censos de 2004, a comuna tem 16 307 habitantes, com uma densidade 172,7 hab/km².

## Área
Estende-se por uma área de 94,4 km², incluindo:
- área agricola: 50%
- área florestal: 32%

## Demografia
Dados de 30 de Junho 2004:
|                      | Total   | Total | Mulheres | Mulheres | Homens  | Homens |
| -------------------- | ------- | ----- | -------- | -------- | ------- | ------ |
|                      | pessoas | %     | pessoas  | %        | pessoas | %      |
| População            | 16 307  | 100   | 8391     | 51,5     | 7916    | 48,5   |
| Densidade (pop./km²) | 172,7   | 100   | 88,9     | 88,9     | 83,9    | 83,9   |

De acordo com dados de 2002, o rendimento médio per capita ascendia a 1698,41 zł.

## Subdivisões
- Bukowice, Godzięcin, Grodzanów, Jodłowice, Naborów, Pogalewo Małe, Pogalewo Wielkie, Pysząca, Radecz, Stary Dwór, Wały, Żerków, Żerkówek.

## Comunas vizinhas
- Miękinia, Oborniki Śląskie, Środa Śląska, Wołów